# Tandborste

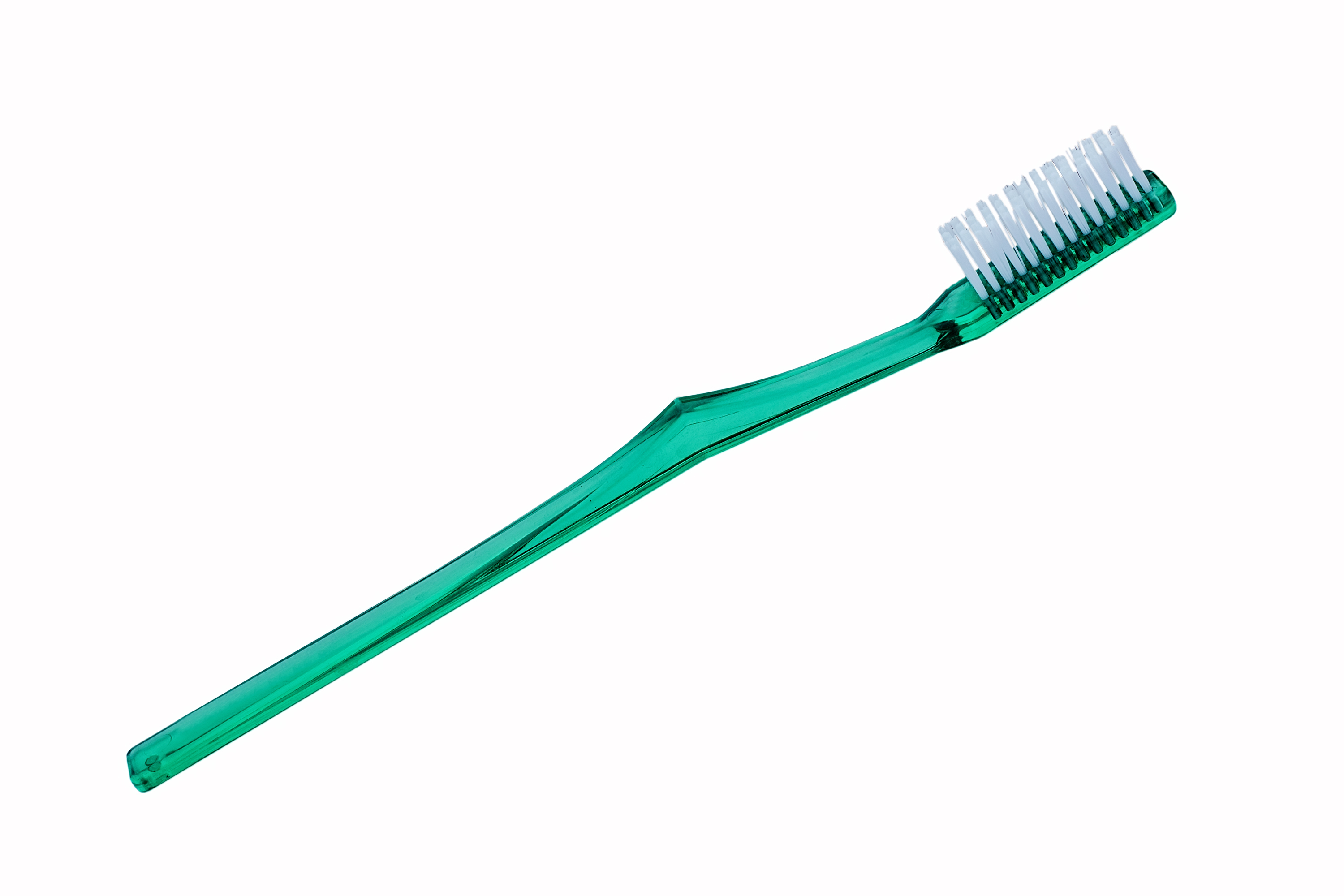
En vanlig tandborste

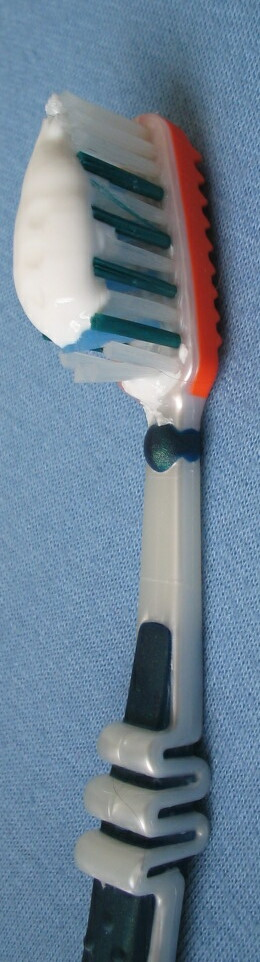
En tandborste med tandkräm på.

En tandborste är ett redskap för att rengöra och vårda tänder, för att motverka uppkomsten av tandkött- och tandsjukdomar. Vanligen appliceras först tandkräm på tandborsten. 
Tandborstning brukar rekommenderas minst två gånger om dagen och i minst två minuter per tillfälle. Man bör byta tandborste med jämna mellanrum, dels för att bakterier växer till på den och dels för att borsten slits och det i sin tur försämrar tandborstens funktion. Rekommendationen från många tandläkare är att byta tandborste minst var tredje månad. Man skall även byta tandborste efter förkylning, influensa, halsont och muninfektion, eftersom baciller som fastnar på borsten kan orsaka en ny infektion.

## Historik
Under lång tid rengjordes tänderna genom gnuggande mot en träbit eller en tygbit. Babylonier, egyptier rengjorde tänderna genom att gnida dem mot en träbit redan omkring 3 500 år f.Kr.
Den första kända tandborsten tillverkades i Kina år 1498 och hade handtag av ben eller bambu och borst av hår från svin. År 1560 kom tandborsten till Frankrike och svinhår ersattes med hästhår eller fjädrar. År 1780 började tandborstar masstillverkas av britten William Addis. Vid den tiden var det svinhår som brukades.
Den första moderna tandborsten togs fram och tillverkades av John O. Butler Company (senare kallat G.U.M. Sunstar) i februari 1938. Det var den första tandborsten med borststrån av nylon, tillverkad av DuPont i New Jersey i USA.

## Olika sorters tandborstar

### Elektrisk tandborste
Det finns även elektriska tandborstar, som gör att användaren slipper skrubba med tandborsten, utan istället bara håller den mot det ställe som ska borstas. Vissa elektriska tandborstar signalerar efter två minuters borstning att rekommenderad borstningstid är uppnådd.

### Mellanrumsborste
En mellanrumsborste är speciellt utformad för att rengöra mellan tänderna.

### Protesborstar
Protestandborstar används för att rengöra proteser och implantat. Olika borstar kan ha olika utseende, exempelvis liknande vanliga borstar och ”skrubborstar”. Genomgående har de längre strån än normalt som också är hårdare för att komma åt på insidan om protesen. De används aldrig i munnen utan bara att rengöra proteserna, på grund av skaderisken för munnens slemhinnor.

### Enbindesborstar
Enbindesborstar är spetsigare än vanliga tandborstar. Syftet är att komma åt på ytor som sista oxeltanden, djupa fissurer, på insidan om underkäkens oxeltänder, på insidan om underkäkens framtänder, barns första permanenta oxeltand som är en extra riskyta för karies, fast tandställning innanför tråden och bracketsen och furkationer.

## Tandborsten i litteraturen
Strix (1898, nr 13, s. I) berättar om hur man i slutet av 1800-talet uppfattade tandborsten när Kolingen har hittat en tandborste och undrar vad det är för en konstig sak. Kolingens halvbror säger: 
"Ä, dä ä väl någe nytt njutningsmedel, som överklassen har hittat på."
Kolingens halvbrors yttrande har återberättats av Hjalmar Söderberg i Martin Bircks ungdom (1901).